# Honnenahalli, Belur
Honnenahalli là một làng thuộc tehsil Belur, huyện Hassan, bang Karnataka, Ấn Độ.